# Alessandria Eschate

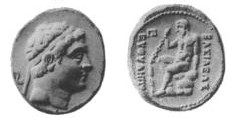
Moneta raffigurante il re greco-battriano Eutidemo (230 a.C.-200 a.C.

Alessandria Eschate (in greco antico: Ἀλεξάνδρεια Ἐσχάτη?, in latino Alexandria Ultima, che significa "Alessandria la lontanissima") era un'antica città in Asia centrale, fondata da Alessandro Magno nell'agosto del 329 a.C. come base avanzata  settentrionale del suo impero. Si trovava nella parte sud-occidentale della valle di Fergana, sulla sponda meridionale del fiume Iaxartes (oggi chiamato Syr Darya), sul luogo dell'odierna città di Chujand, in Tagikistan.
Alessandro eresse un muro di mattoni lungo 6 chilometri attorno alla città che, secondo gli storici del tempo, fu completato in soli 20 giorni. Come in molte altre città fondate da lui, un gruppo di suoi veterani vi si stabilì permanentemente.

## Avamposto ellenistico in Asia centrale

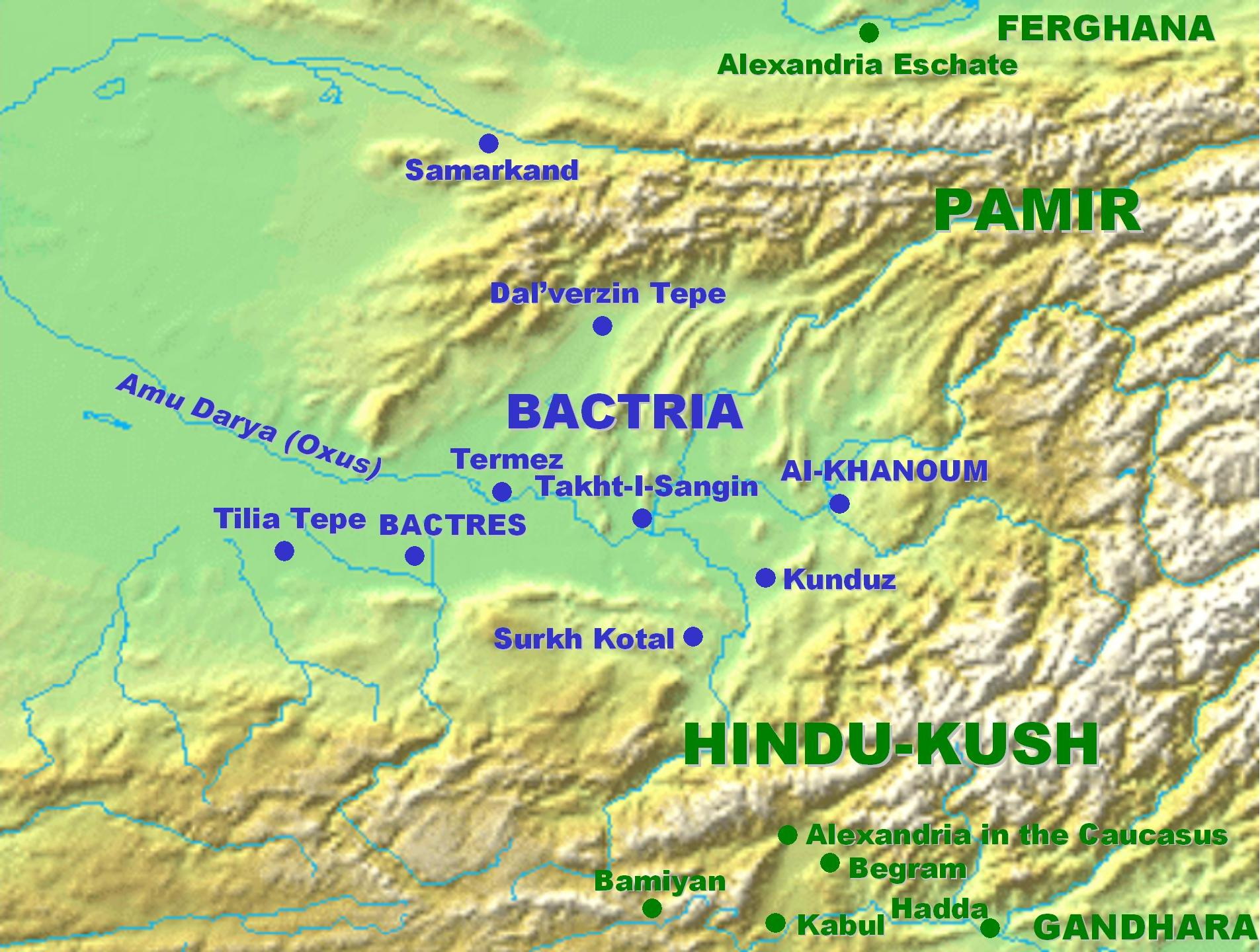
Alessandria Eschate si trova a nord della Battria, all'ingresso della valle di Ferghana

Alessandria Eschate, trovandosi 300 km a nord di Alessandria nell'Oxus in Battria ed essendo in territorio sogdiano, dovette sostenere numerosi conflitti con la popolazione locale. Dopo il 250 a.C. la città rimase in contatto con il Regno greco-battriano, soprattutto quando il suo re Eutidemo I estese il suo dominio alla Sogdiana.

## Contatti con la Cina
La città si trovava circa 400 km ad ovest del bacino del Tarim, nell'attuale regione cinese di Xinjiang, dove si erano stabiliti gli indoeuropei Yuezhi. Vi sono prove di spedizioni greche spintesi fino a Kashgar in Xinjiang. Secondo lo storico greco Strabone, i Greci «estesero il proprio impero fino ai Seri ed ai Phryni», probabilmente stabilendo i primi contatti tra Cina ed Occidente attorno al 200 a.C.
I discendenti dei Greci a Fergana potrebbero essere i Dayuan (letteralmente "Grandi Ioni") identificati nei resoconti storici cinesi della dinastia Han, a partire dalle ambasciate di Zhang Qian attorno al 130 a.C. Se così fosse, sarebbero stati i principali autori delle più importanti interrelazioni tra la cultura indoeuropea e la civiltà cinese, che portò all'apertura della via della seta nel I secolo a.C.
Secondo lo scrittore romano Curzio Rufo, i discendenti di questi soldati avevano mantenuto le loro radici greche fino al suo tempo, attorno al 30 a.C.

## Nei media
- Alessandria Eschate è la destinazione finale di Euxenus figlio di Eutychides, protagonista del libro Alexander at the World's End di Tom Holt.
- Horses of Heaven, scritto da Gillian Bradshaw, è ambientato ad Alessandria Eschate attorno al 140 a.C.